# Kabłąk

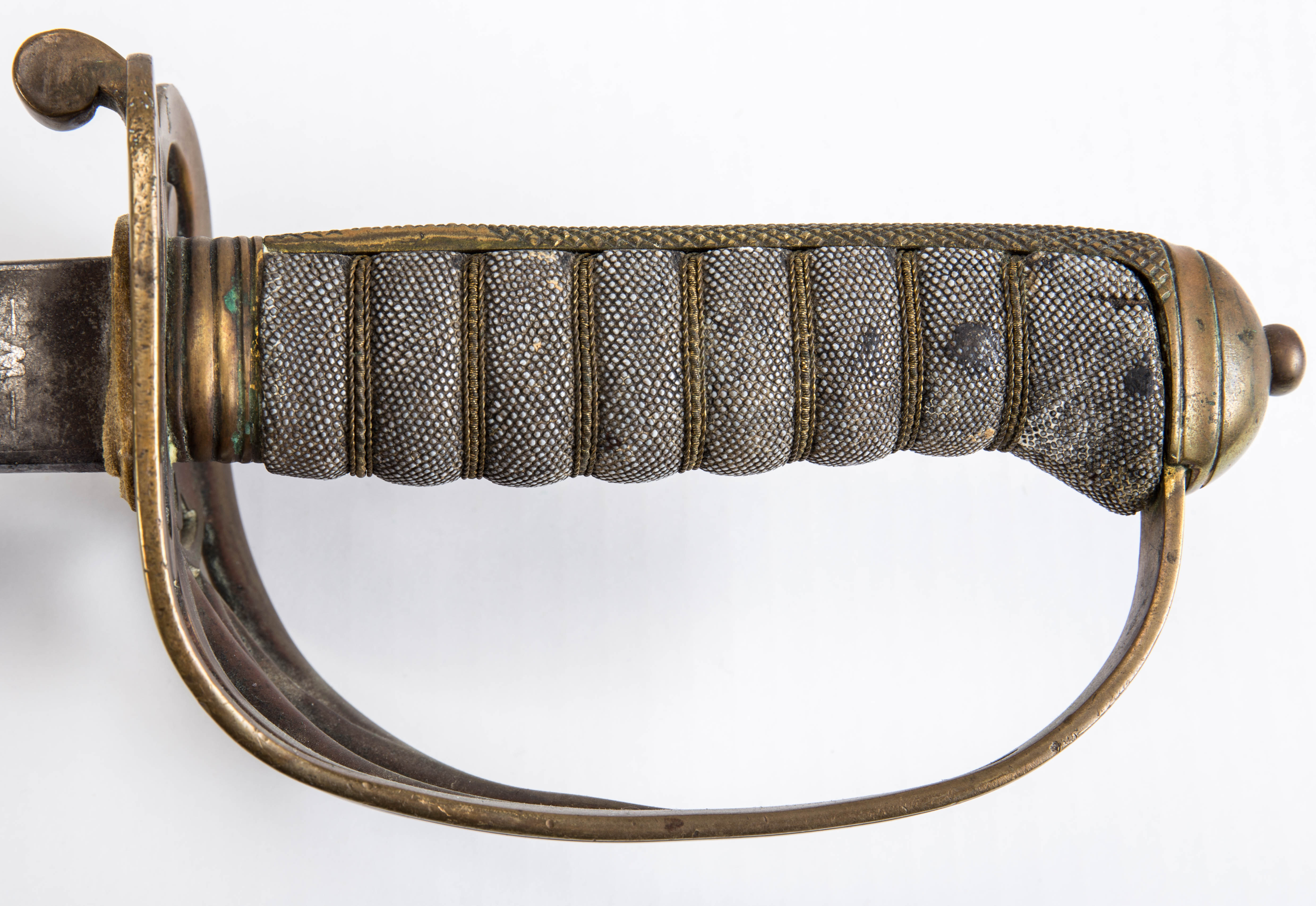
Kabłąk chroniący dłoń w pałaszu

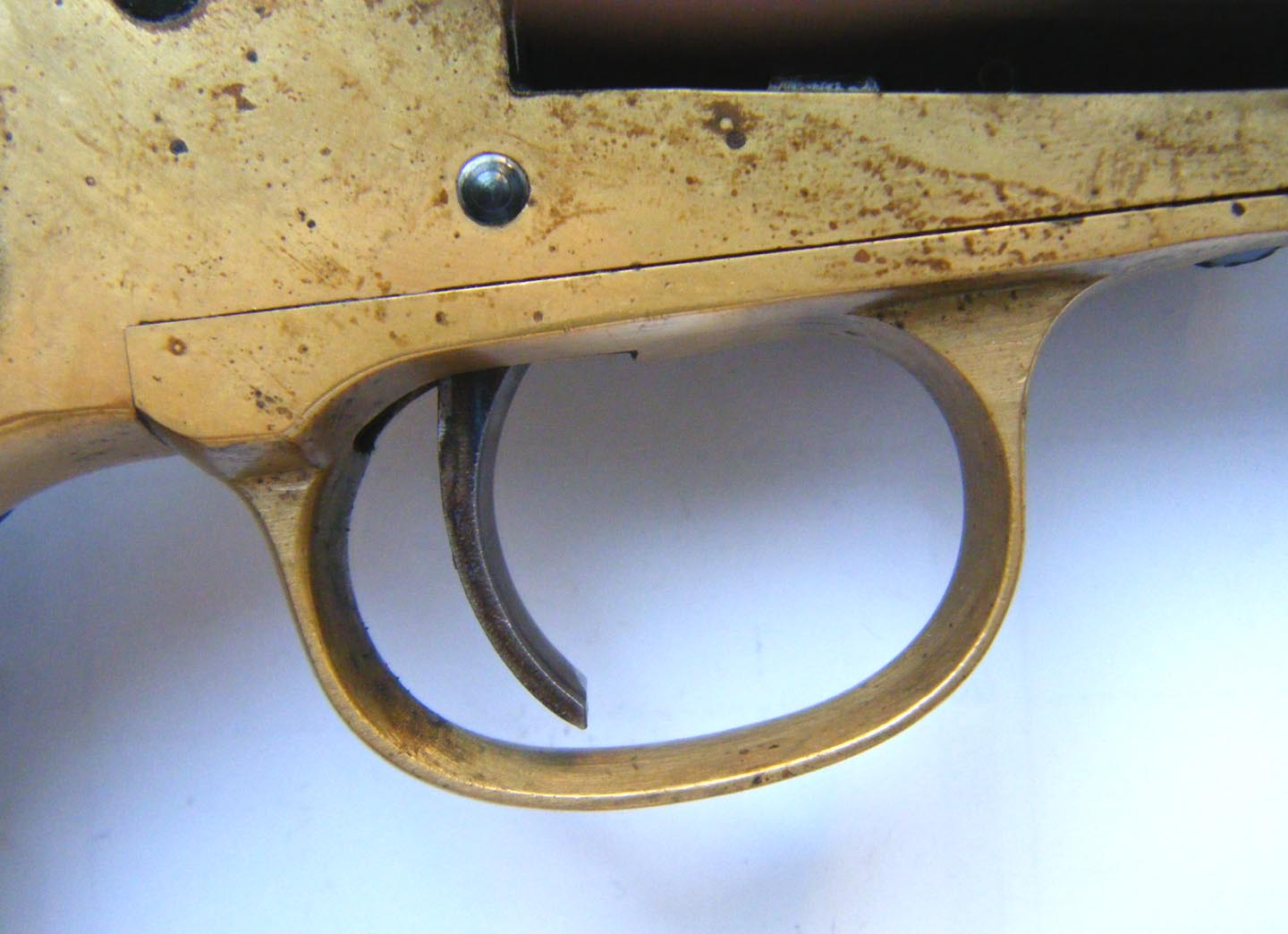
Kabłąk chroniący język spustowy w rewolwerze

Kabłąk – element konstrukcyjny wygięty w łuk, pełniący funkcję osłony w broni palnej i białej.
W broni białej stanowi część rozbudowanego jelca (osłony rękojeści) w postaci sztaby będącej przedłużeniem przedniego ramienia krzyża chroniąc dłoń użytkownika podczas walki. W broni palnej stanowi osłonę języka spustowego, zabezpieczając go przed przypadkowym naciśnięciem lub uszkodzeniem (stosowany w większości rodzajów ręcznej broni strzeleckiej).
Kabłąkiem określane są również podobne osłony zabezpieczające elementy delikatne (np. w kołowrotku wędkarskim) lub niebezpieczne (np. piła tarczowa), a także uchwyty stosowane do przenoszenia niektórych naczyń, takich jak np. wiadro lub koszyk. Kabłąk spotykany jest również jako element narzędzi, służący do uzyskania naciągu – np. w pile kabłąkowej.